# Успенська церква (Володимирівка)
Успенська церква (рос. Успенская церковь) — православний храм у станиці Володимировська, Ростовська область, є цінним не тільки з релігійної, але і з історичної точки зору. Є першим православним храмом, зведеним на Сулинській землі.

## Історія
Перший храм — Успенський молитовний будинок — був зведений і відкритий в 1830 році в слободі Новоіванівка (нині станиця Володимирівська) на гроші прихожан і подружжя підполковника Марії Іванівни Бобриковой. Церква була з дерева, лише фундамент з каменю, дзвіниці не було, дзвони підвішувалися на стовпи.
У 1874 році почали будівництво нового храму, а зруб попереднього в 1877 році продали в хутір Свинарьов, Усть-Белокалитвенская станиця, за 3001 рубль. У тому ж році будівництво нового храму було завершено за гроші козака Степана Шевирьова. Перед смертю на будівництво храму він заповів понад 18 тис. рублів. Новий храм був дерева, фундамент кам'яний, однопрестольна, вартість її становила 18500 р.
Штат Успенської церкви складався з священика, диякона і псаломщика. Окремо отчерченной землі біля храму не було, але причт використовував ділянки по 10 десятин кожен священик мав — 2, диякон — 1,5, псаломщик — 1 пай). Священик і його сім'я жили в церковному дерев'яному будинку, з покрівлею з листового металу, а диякон жив в орендованій квартирі. Псаломщик жив у власному будинку.
Володимирського приходу не належало окремого матеріального забезпечення. Основним джерелом була плата за відправлення обрядів та оренда земельних ділянок. Парафіяни могли оплатити послуги як грошима, так і в натуральній формі (хлібом). У 1904 році дохід був 1200 рублів, плюс 400 заходів хлібом. Крім цього, ряд невідомих благодійників передав на потреби церкви 1600 рублів.
З 1830 року в церкві велася метрична книга, яка там же і перебувала.
Раніше поруч з церквою проходив Московсько-Кавказький тракт, який пов'язував столиці Російської імперії з Доном, Кубанню і Кавказом, біля церкви розташовувався заїжджий двір для відпочинку подорожніх. Достовірно відомо, що в ньому зупинялися на відпочинок, такі персони, як поет О. С. Пушкін і два царі: Микола I і Олександр II, які приходили в місцевий Успенський храм.
Тутешні козаки з повагою ставилися до церкви. На їх кошти було закуплено все потрібне. А престольне свято Успіння перетворився в станичний свято. Прихід Успенського храму був одним з найбільших в окрузі — 3,5 тисячі парафіян.
У церкві місцеві жителі хрестили дітей, вінчали подружні пари, відспівували померлих. До церкви приходили жителі сусідніх хуторів і сіл. Наприкінці XIX — початку XX століття в парафії Успенської церкви були організовані і функціонували на гроші Донської єпархії і парафіян три церковно-парафіяльні школи: Володимирівська, Прохоровско-Кундрюченская, Калиновско-Осиповская.
Успенський храм перестав функціонувати у 20-х роках минулого століття і використовувався як склад. У період нацистської окупації в 1942 році храм відновив роботу і знову був закритий у 50-ті роки під час релігійних гонінь. Храм переобладнали в сільський будинок культури, який знаходиться в будівлі і донині.